# Joanna Budniok-Feliks
Joanna Maria Budniok-Feliks (ur. 21 sierpnia 1956 w Katowicach) – polska aktorka teatralna i dubbingowa, znana z serialu Klan. W 1979 ukończyła studia na PWST w Krakowie.

## Filmografia
- 1997-2010: Klan – Joanna Kuczyńska, matka Kingi
- 1986: Budniokowie i inni
- 1986: Blisko, coraz bliżej
- 1983: 6 milionów sekund – dziewczyna

## Dubbing
- 2008: Była sobie Ziemia – Psyche
- 2004-2006: Liga Sprawiedliwych bez granic
- 2001: Odjazdowe zoo – panna Konok
- 1997: Byli sobie odkrywcy – Pierrete
- 1994: Były sobie odkrycia – Pierrete
- 1991: Były sobie Ameryki – Pierrete
- 1987: Było sobie życie – Porucznik P.S.I.
- 1983: Dookoła świata z Willym Foggiem –
  - Pasażerka pociągu (odc. 2)
  - Bileterka (odc. 13-14)
- 1982: Był sobie kosmos – Psyche
- 1978: Był sobie człowiek – Pierrete